# Juno (thần thoại)
Juno (tiếng Latinh: Iūno [ˈjuːno]) là một nữ thần La Mã cổ đại, người bảo trợ cho hôn nhân và sinh nở. Juno là con gái của Saturn và chị ruột (nhưng cũng là vợ) của thần Jupiter và là mẹ của Mars và Vulcan. Juno cũng bảo hộ các phụ nữ của Rome. Trong Thần thoại Hy Lạp, vị thần tương đương của Juno là Hera. Thần tương đương Etruscan là Uni. Là nữ thần bảo trợ của Rome và Đế quốc La Mã, Juno được gọi là Regina ("Queen"), và cùng với Jupiter và Minerva, được tôn thờ như một bộ ba trên Capitol (Juno Capitolina) ở Rome.
Khía cạnh hiếu chiến của Juno được thể hiện rõ ràng trong trang phục. Nữ thần thường xuyên xuất hiện ngồi chụp ảnh chung với một con công có vũ trang và mặc một chiếc áo choàng da dê. Các mô tả truyền thống của khía cạnh hiếu chiến này đã được đồng hóa từ nữ thần Hy Lạp Hera, mà da dê được gọi là "aegis".